# Sassello
Sassello (lig. Sascê, piem. Sassèl) – miejscowość i gmina we Włoszech, w regionie Liguria, w prowincji Savona.
Według danych na rok 2004 gminę zamieszkiwało 1765 osób, 17,6 os./km².

## Zabytki
- Kościół Trójcy Św.
- Kościół św. Jana Chrzciciela